# Nihil difficile volenti
La locuzione latina nihil difficile volenti (anche: volenti nihil difficile) significa letteralmente: "nulla è arduo per colui che vuole".
Questa massima latina, di dubbia attribuzione, sottolinea l'importanza della forza di volontà nella realizzazione degli obiettivi. In italiano potrebbe essere resa con "volere è potere".
In Italia rappresenta il motto ufficiale del reparto ATPI (Antiterrorismo Pronto Impiego) della Guardia di Finanza ed è inserito all'interno del logo del collegio nazionale degli agrotecnici e degli agrotecnici laureati. 